# فهرست گران‌ترین نقل و انتقالات فوتبال
این مقاله به معرفی گران‌ترین مردان فوتبالیست و نقل و انتقالات باشگاهی بازیکنان فوتبال و همچنین به آمارها و رکوردهای مختلفی در این رابطه پرداخته‌است.

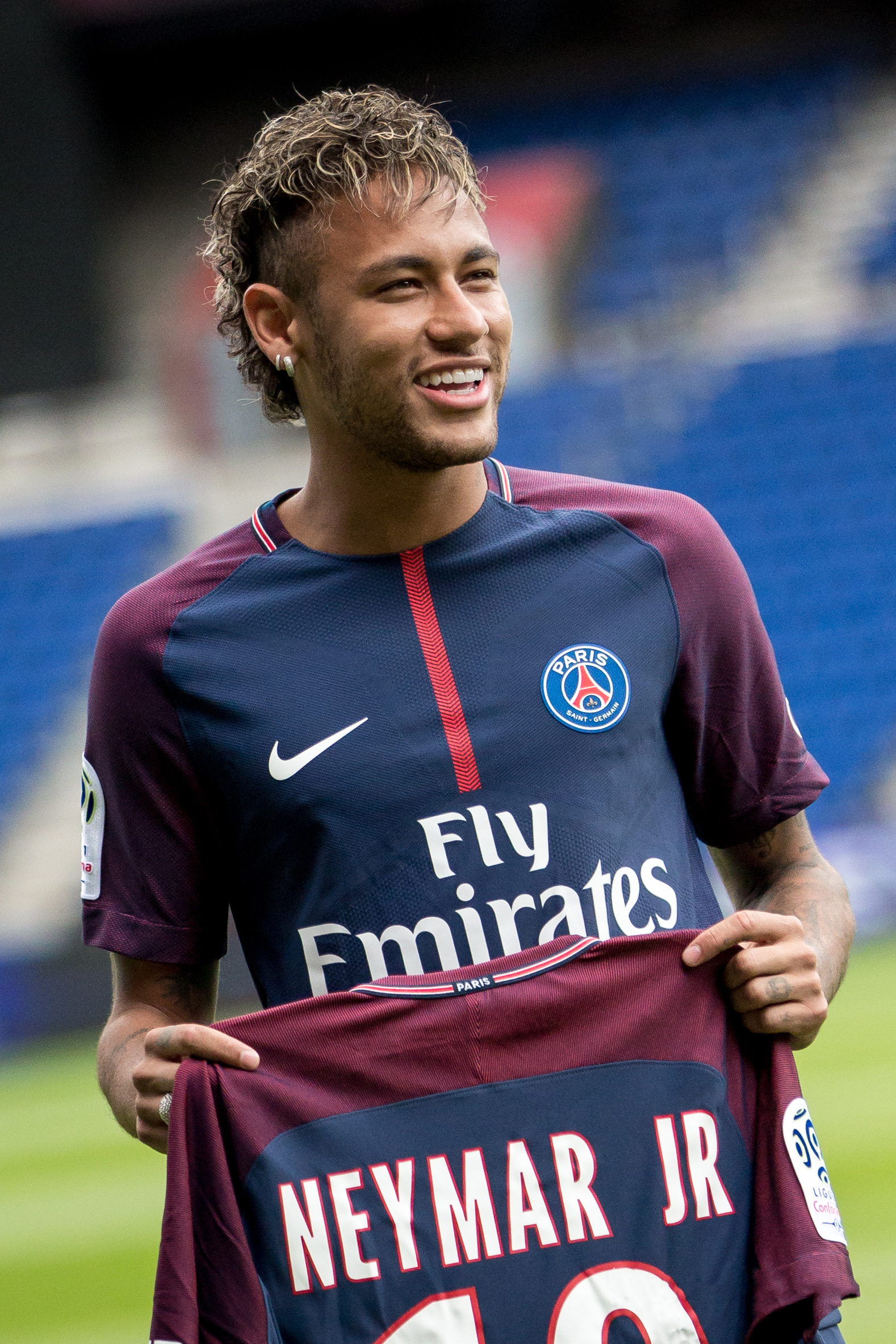
نیمار جونیور

نخستین انتقال ثبت شده در تاریخ فوتبال مربوط به انتقال ویلی گرووز از تیم وست برومویچ آلبیون به استون ویلا با پرداخت ۱۰۰ پوند در سال ۱۸۹۳ است. (معادل ۱۱٬۸۰۰ پوند امروز). این اتفاق هشت سال پس از معرفی فوتبال حرفه‌ای توسط اتحادیه فوتبال انگلستان در سال ۱۸۸۵ رخ داد. رکورد فعلی نقل و انتقالات باشگاه‌های بازیکنان فوتبال، انتقال نیمار از بارسلونا به پاری سن ژرمن با مبلغ ۲۲۲ میلیون یورو است. این انتقال در اوت ۲۰۱۷ انجام شد.

## گران‌ترین بازیکنان
بیشترین نقل و انتقال بازیکنان در این لیست، مربوط به بازیکنان باشگاه‌های عضو یوفا است و بیشتر این نقل و انتقالات شامل باشگاه‌های انگلستان، فرانسه، ایتالیا و اسپانیا هستند. باشگاه‌های منچستر سیتی و رئال مادرید، هر یک، ۸ بار در این فهرست دیده می‌شوند. سه بازیکن، دو بار در این لیست ظاهر می‌شوند: روملو لوکاکو، آنخل دی ماریا و کریستیانو رونالدو.
همه بازیکنانی که در این لیست هستند افرادی اهل اروپا (یوفا)، آمریکای جنوبی (کونمبول)، آمریکای شمالی، مرکزی و کارائیب (کونکاکاف) و آفریقا (کنفدراسیون فوتبال آفریقا) هستند.
| رتبه | نام بازیکن          | از                               | به                             | پست بازیکن | هزینهٔ انتقال (میلیون یورو) | هزینهٔ انتقال (میلیون پوند) | تاریخ انتقال | سال تولد | منبع                        |
| ---- | ------------------- | -------------------------------- | ------------------------------ | ---------- | -------------------------- | -------------------------- | ------------ | -------- | --------------------------- |
| ۱    | نیمار               | باشگاه فوتبال بارسلونا           | باشگاه فوتبال پاری سن ژرمن     | مهاجم      | €۲۲۲                       | £۱۹۸                       | ۲۰۱۷         | ۱۹۹۲     | [ ۳ ] [ ۶ ] [ ۷ ] [ ۴ ]     |
| ۲    | کیلین ام‌باپه        | باشگاه فوتبال موناکو             | باشگاه فوتبال پاری سن-ژرمن     | مهاجم      | €۱۸۰                       | £۱۶۳                       | ۲۰۱۸         | ۱۹۹۸     |                             |
| ۳    | فیلیپه کوتینیو      | باشگاه فوتبال لیورپول            | باشگاه فوتبال بارسلونا         | هافبک      | €۱۴۵                       | £۱۰۵                       | ۲۰۱۸         | ۱۹۹۲     | [ ۸ ]                       |
| ۴    | ژوآو فلیکس          | باشگاه فوتبال بنفیکا             | باشگاه فوتبال اتلتیکو مادرید   | مهاجم      | €۱۲۶                       | £۱۱۴٫۱                     | ۲۰۱۹         | ۱۹۹۹     | [ ۹ ]                       |
| ۵    | آنتوان گریزمن       | باشگاه فوتبال اتلتیکو مادرید     | باشگاه فوتبال بارسلونا         | مهاجم      | €۱۲۰                       | £۱۰۷                       | ۲۰۱۹         | ۱۹۹۱     | [ ۱۰ ]                      |
| ۶    | جک گریلیش           | باشگاه فوتبال استون ویلا         | باشگاه فوتبال منچستر سیتی      | مهاجم      | €۱۱۷                       | £۱۰۰                       | ۲۰۲۱         |          |                             |
| ۷    | روملو لوکاکو        | باشگاه فوتبال اورتون             | باشگاه فوتبال منچستر یونایتد   | مهاجم      | €۸۵                        | £۷۵                        | ۲۰۱۷         | ۱۹۹۳     | [ ۱۱ ] [ ۱۲ ]               |
| ۸    | عثمان دمبله         | باشگاه فوتبال بروسیا دورتموند    | باشگاه فوتبال بارسلونا         | مهاجم      | €۱۰۵                       | £۹۷                        | ۲۰۱۷         | ۱۹۹۷     | [ ۱۳ ] [ ۱۴ ]               |
| ۸    | پل پوگبا            | باشگاه فوتبال یوونتوس            | باشگاه فوتبال منچستر یونایتد   | هافبک      | €۱۰۵                       | £۸۹                        | ۲۰۱۶         | ۱۹۹۳     | [ ۱۵ ] [ ۱۶ ] [ ۱۷ ]        |
| ۱۰   | ادن آزار            | باشگاه فوتبال چلسی               | باشگاه فوتبال رئال مادرید      | مهاجم      | €۱۰۰                       | £۸۹                        | ۲۰۱۹         | ۱۹۹۱     | [ ۱۸ ]                      |
| ۱۰   | کریستیانو رونالدو   | باشگاه فوتبال رئال مادرید        | باشگاه فوتبال یوونتوس          | مهاجم      | €۱۰۰                       | £۸۸                        | ۲۰۱۸         | ۱۹۸۵     | [ ۱۹ ]                      |
| ۱۰   | گرت بیل             | باشگاه فوتبال تاتنهام هاتسپر     | باشگاه فوتبال رئال مادرید      | مهاجم      | €۱۰۰                       | £۸۶                        | ۲۰۱۴         | ۱۹۸۹     | [ ۲۰ ]                      |
| ۱۳   | آنتونی              | باشگاه فوتبال آژاکس آمستردام     | باشگاه فوتبال منچستر یونایتد   | مهاجم      | €۹۵                        | £۸۲                        | ۲۰۲۲         |          |                             |
| ۱۴   | کریستیانو رونالدو   | باشگاه فوتبال منچستر یونایتد     | باشگاه فوتبال رئال مادرید      | مهاجم      | €۹۴                        | £۸۰                        | ۲۰۰۹         | ۱۹۸۵     | [ ۲۱ ] [ ۲۲ ]               |
| ۱۵   | گونسالو ایگواین     | باشگاه فوتبال ناپولی             | باشگاه فوتبال یوونتوس          | مهاجم      | €۹۰                        | £۷۵٫۳                      | ۲۰۱۶         | ۱۹۸۷     | [ ۲۳ ] [ ۲۴ ]               |
| ۱۶   | هری مگوایر          | باشگاه فوتبال لستر سیتی          | باشگاه فوتبال منچستر یونایتد   | مدافع      | €۸۷                        | £۸۰                        | ۲۰۱۹         | ۱۹۹۳     | [ ۲۵ ]                      |
| ۱۷   | ویرجیل فن دایک      | باشگاه فوتبال ساوت‌همپتون         | باشگاه فوتبال لیورپول          | مدافع      | €۸۴٫۵                      | £۷۵                        | ۲۰۱۸         | ۱۹۹۱     | [ ۲۶ ] [ ۲۷ ]               |
| ۱۸   | لوییس سوارز         | باشگاه فوتبال لیورپول            | باشگاه فوتبال بارسلونا         | مهاجم      | €۸۲٫۳                      | £۶۵                        | ۲۰۱۴         | ۱۹۸۷     | [ ۲۸ ]                      |
| ۱۹   | روملو لوکاکو        | باشگاه فوتبال منچستر یونایتد     | باشگاه فوتبال اینتر میلان      | مهاجم      | €۸۰                        | £۷۴                        | ۲۰۱۹         | ۱۹۹۳     | [ ۲۹ ] [ ۳۰ ] [ ۳۱ ] [ ۳۲ ] |
| ۱۹   | نیکولا پپه          | باشگاه فوتبال لیل                | باشگاه فوتبال آرسنال           | وینگر      | €۸۰                        | £۷۲                        | ۲۰۱۹         | ۱۹۹۵     | [ ۳۳ ]                      |
| ۱۹   | کپا آریزابالاگا     | باشگاه فوتبال اتلتیک بیلبائو     | باشگاه فوتبال چلسی             | دروازه‌بان  | €۸۰                        | £۷۱٫۶                      | ۲۰۱۸         | ۱۹۹۴     | [ ۳۴ ]                      |
| ۱۹   | لوکا ارناندز        | باشگاه فوتبال اتلتیکو مادرید     | باشگاه فوتبال بایرن مونیخ      | مدافع      | €۸۰                        | £۶۸                        | ۲۰۱۹         | ۱۹۹۶     | [ ۳۵ ]                      |
| ۲۳   | کای هافرتس          | باشگاه فوتبال بایر ۰۴ لورکوزن    | باشگاه فوتبال چلسی             | هافبک      | €۷۷                        | £۷۰                        | ۲۰۲۰         | ۱۹۹۹     | [ ۳۶ ]                      |
| ۲۴   | زین‌الدین زیدان      | باشگاه فوتبال یوونتوس            | باشگاه فوتبال رئال مادرید      | هافبک      | €۷۶                        | £۴۶٫۶                      | ۲۰۰۱         | ۱۹۷۲     | [ ۳۷ ] [ ۳۸ ] [ ۳۹ ]        |
| ۲۵   | آنخل دی ماریا       | باشگاه فوتبال رئال مادرید        | باشگاه فوتبال منچستر یونایتد   | هافبک      | €۷۵٫۶                      | £۵۹٫۷                      | ۲۰۱۴         | ۱۹۸۸     | [ ۴۰ ] [ ۴۱ ]               |
| ۲۶   | ماتیس دی لیخت       | باشگاه فوتبال آژاکس آمستردام     | باشگاه فوتبال یوونتوس          | مدافع      | €۷۵                        | £۶۷٫۵                      | ۲۰۱۹         | ۱۹۹۹     | [ ۴۲ ] [ ۴۳ ] [ ۴۴ ]        |
| ۲۶   | فرنکی دی یونگ       | باشگاه فوتبال آژاکس آمستردام     | باشگاه فوتبال بارسلونا         | هافبک      | €۷۵                        | £۶۵                        | ۲۰۱۹         | ۱۹۹۷     | [ ۴۵ ] [ ۴۶ ]               |
| ۲۶   | خامس رودریگز        | باشگاه فوتبال موناکو             | باشگاه فوتبال رئال مادرید      | هافبک      | €۷۵                        | £۶۳                        | ۲۰۱۴         | ۱۹۹۱     | [ ۴۷ ] [ ۴۸ ] [ ۴۹ ]        |
| ۲۶   | کوین دی بروینه      | باشگاه فوتبال وولفسبورگ          | باشگاه فوتبال منچستر سیتی      | هافبک      | €۷۵                        | £۵۵                        | ۲۰۱۵         | ۱۹۹۱     | [ ۵۰ ] [ ۵۱ ]               |
| ۳۰   | آرتور ملو           | باشگاه فوتبال بارسلونا           | باشگاه فوتبال یوونتوس          | هافبک      | €۷۲                        | £۶۶                        | ۲۰۲۰         | ۱۹۹۶     | [ ۵۲ ]                      |
| ۳۱   | ویکتور اوسیمهن      | باشگاه فوتبال لیل                | باشگاه فوتبال ناپولی           | مهاجم      | €۷۰                        | £۶۵                        | ۲۰۲۰         | ۱۹۹۸     | [ ۵۳ ]                      |
| ۳۱   | رودری               | باشگاه فوتبال اتلتیکو مادرید     | باشگاه فوتبال منچستر سیتی      | هافبک      | €۷۰                        | £۶۳                        | ۲۰۱۹         | ۱۹۹۶     | [ ۵۴ ]                      |
| ۳۱   | توما لمار           | باشگاه فوتبال موناکو             | باشگاه فوتبال اتلتیکو مادرید   | هافبک      | €۷۰                        | £۶۳                        | ۲۰۱۸         | ۱۹۹۵     | [ ۵۵ ]                      |
| ۳۴   | زلاتان ابراهیموویچ  | باشگاه فوتبال اینتر میلان        | باشگاه فوتبال بارسلونا         | مهاجم      | €۶۹٫۵                      | £۵۶                        | ۲۰۰۹         | ۱۹۸۱     | [ ۵۶ ] [ ۵۷ ] [ ۵۸ ] [ ۵۹ ] |
| ۳۵   | روبن دیاس           | باشگاه فوتبال بنفیکا             | باشگاه فوتبال منچستر سیتی      | مدافع      | €۶۸                        | £۶۱٫۶۴                     | ۲۰۲۰         | ۱۹۹۷     | [ ۶۰ ]                      |
| ۳۶   | ریاض محرز           | باشگاه فوتبال لستر سیتی          | باشگاه فوتبال منچستر سیتی      | مهاجم      | €۶۷٫۸                      | £۶۰                        | ۲۰۱۸         | ۱۹۹۱     | [ ۶۱ ]                      |
| ۳۷   | کاکا                | باشگاه فوتبال آ.ث. میلان         | باشگاه فوتبال رئال مادرید      | هافبک      | €۶۷                        | £۵۶                        | ۲۰۰۹         | ۱۹۸۲     | [ ۶۲ ] [ ۶۳ ] [ ۶۴ ]        |
| ۳۸   | آلوارو موراتا       | باشگاه فوتبال رئال مادرید        | باشگاه فوتبال چلسی             | مهاجم      | €۶۵٫۵                      | £۵۸                        | ۲۰۱۷         | ۱۹۹۲     | [ ۶۵ ]                      |
| ۳۹   | آیموریک لاپورت      | باشگاه فوتبال اتلتیک بیلبائو     | باشگاه فوتبال منچستر سیتی      | مدافع      | €۶۵٫۲                      | £۵۷                        | ۲۰۱۸         | ۱۹۹۴     | [ ۶۶ ]                      |
| ۴۰   | ژوآو کانسلو         | باشگاه فوتبال یوونتوس            | باشگاه فوتبال منچستر سیتی      | مدافع      | €۶۵                        | £۲۴٫۷                      | ۲۰۱۹         | ۱۹۹۴     | [ ۶۷ ]                      |
| ۴۱   | ادینسون کاوانی      | باشگاه فوتبال ناپولی             | باشگاه فوتبال پاری سن-ژرمن     | مهاجم      | €۶۴٫۵                      | £۵۵                        | ۲۰۱۳         | ۱۹۸۷     | [ ۶۸ ] [ ۶۹ ]               |
| ۴۲   | کریستین پولیسیک     | باشگاه فوتبال بروسیا دورتموند    | باشگاه فوتبال چلسی             | مهاجم      | €۶۴                        | £۵۸                        | ۲۰۱۹         | ۱۹۹۸     | [ ۷۰ ]                      |
| ۴۲   | آنخل دی ماریا       | باشگاه فوتبال منچستر یونایتد     | باشگاه فوتبال پاری سن-ژرمن     | هافبک      | €۶۴                        | £۴۴                        | ۲۰۱۵         | ۱۹۸۸     | [ ۷۱ ]                      |
| ۴۴   | پیر امریک اوبامیانگ | باشگاه فوتبال بروسیا دورتموند    | باشگاه فوتبال آرسنال           | مهاجم      | €۶۳٫۷                      | £۵۶٫۱                      | ۲۰۱۸         | ۱۹۸۹     | [ ۷۲ ] [ ۷۳ ]               |
| ۴۵   | الیسون بکر          | باشگاه فوتبال آ.اس. رم           | باشگاه فوتبال لیورپول          | دروازه‌بان  | €۶۲٫۵                      | £۵۶                        | ۲۰۱۸         | ۱۹۹۲     | [ ۷۴ ]                      |
| ۴۵   | رحیم استرلینگ       | باشگاه فوتبال لیورپول            | باشگاه فوتبال منچستر سیتی      | مهاجم      | €۶۲٫۵                      | £۴۴                        | ۲۰۱۵         | ۱۹۹۴     | [ ۷۵ ]                      |
| ۴۷   | لوئیس فیگو          | باشگاه فوتبال بارسلونا           | باشگاه فوتبال رئال مادرید      | هافبک      | €۶۲                        | £۳۷                        | ۲۰۰۰         | ۱۹۷۲     | [ ۷۶ ] [ ۷۷ ]               |
| ۴۸   | اسکار               | باشگاه فوتبال چلسی               | باشگاه فوتبال شانگهای اس‌آی‌پی‌جی | هافبک      | €61                        | £۵۲                        | ۲۰۱۷         | ۱۹۹۱     | [ ۷۸ ]                      |
| ۴۹   | میرالم پیانیچ       | باشگاه فوتبال یوونتوس            | باشگاه فوتبال بارسلونا         | هافبک      | €60                        | £۵۴٫۸                      | ۲۰۲۰         | ۱۹۹۰     | [ ۵۲ ]                      |
| ۴۹   | لوکا یوویچ          | باشگاه فوتبال آینتراخت فرانکفورت | باشگاه فوتبال رئال مادرید      | مهاجم      | €۶۰                        | £۵۲٫۴                      | ۲۰۱۹         | ۱۹۹۷     | [ ۷۹ ]                      |
| ۴۹   | تانگی اندومبله      | باشگاه فوتبال المپیک لیون        | باشگاه فوتبال تاتنهام هاتسپر   | هافبک      | €۶۰                        | £۵۳٫۸                      | ۲۰۱۹         | ۱۹۹۶     | [ ۸۰ ]                      |
| ۴۹   | نبی کیتا            | باشگاه فوتبال لایپزیگ            | باشگاه فوتبال لیورپول          | هافبک      | €۶۰                        | £۵۲٫۷۵                     | ۲۰۱۸         | ۱۹۹۵     | [ ۸۱ ]                      |

## مجموع درآمد
در این فهرست، گران‌ترین بازیکنان بر اساس مجموع درآمد آن‌ها در طول زندگی ورزشی خود در تیم‌های مختلف، به نمایش درآمده‌اند.
|  | نام بازیکن        | تعداد تیم‌ها | مجموع درآمد (میلیون پوند) |
|  | ----------------- | ----------- | ------------------------- |
|  | روملو لوکاکو      | ۵           | £۲۹۳٫۵                    |
|  | نیمار             | ۲           | £۲۴۶٫۶                    |
|  | کریستیانو رونالدو | ۴           | £۲۰۴                      |
|  | کیلیان امباپه     | ۱           | £۱۶۵٫۷                    |
|  | ادن آزار          | ۲           | £۱۶۲                      |
|  | آلوارو موراتا     | ۴           | £۱۵۶٫۸                    |
|  | فیلیپه کوتینیو    | ۳           | £۱۵۰٫۵                    |
|  | عثمان دمبله       | ۲           | £۱۴۸٫۵                    |
|  | ماتیس دی لیخت     | ۲           | £۱۳۵٫۵                    |
|  | آنتوان گریزمن     | ۲           | £۱۳۱                      |

## نگارخانه

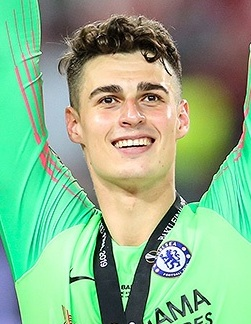
کپا آریزابالاگا ، گران‌ترین دروازه‌بان (فوتبال)
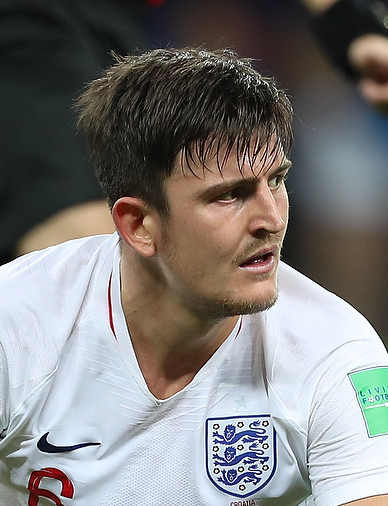
هری مگوایر ، گرانترین مدافع
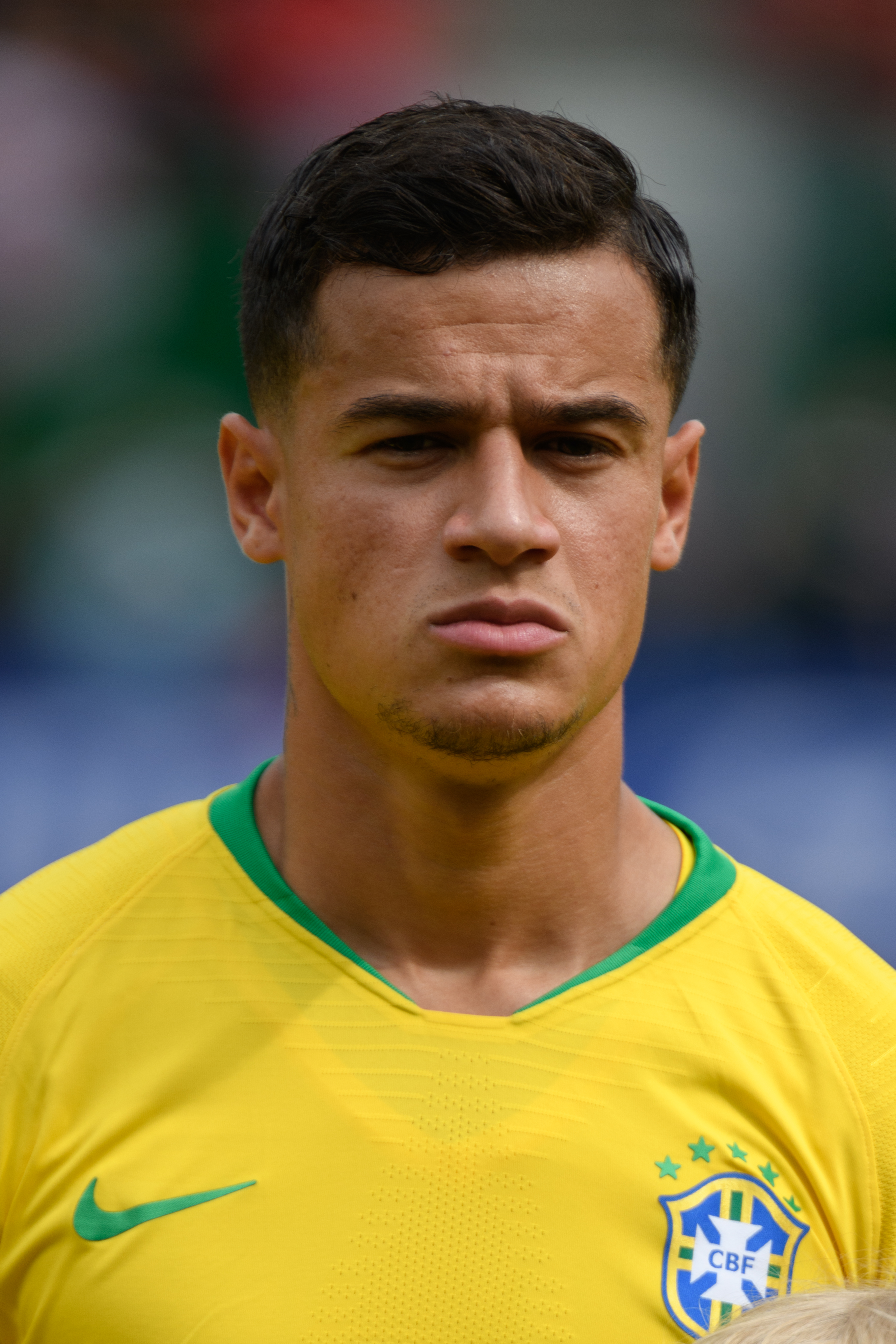
فیلیپه کوتینیو ، گرانترین هافبک
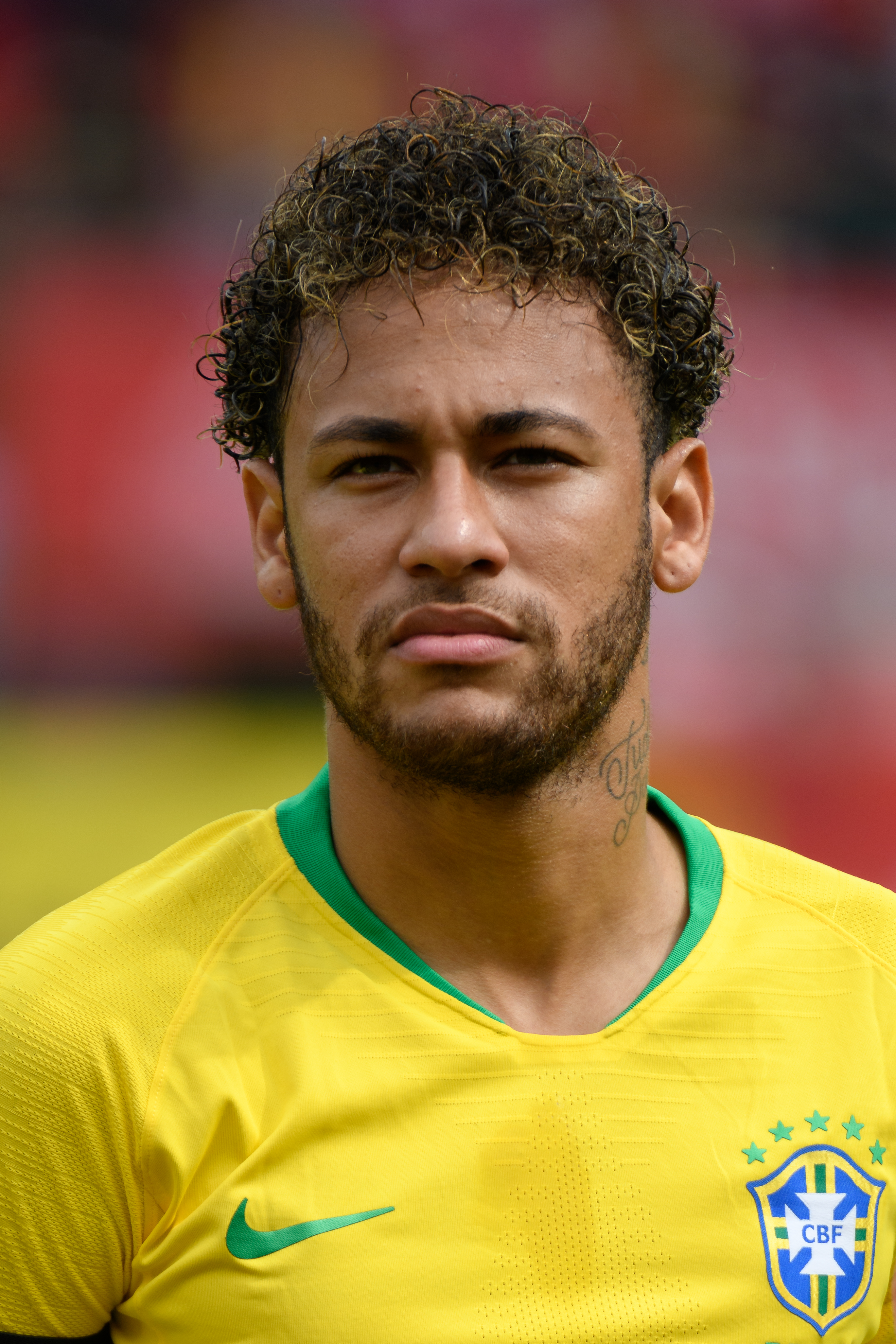
نیمار ، گرانترین مهاجم (فوتبال) و گرانترین فوتبالیست
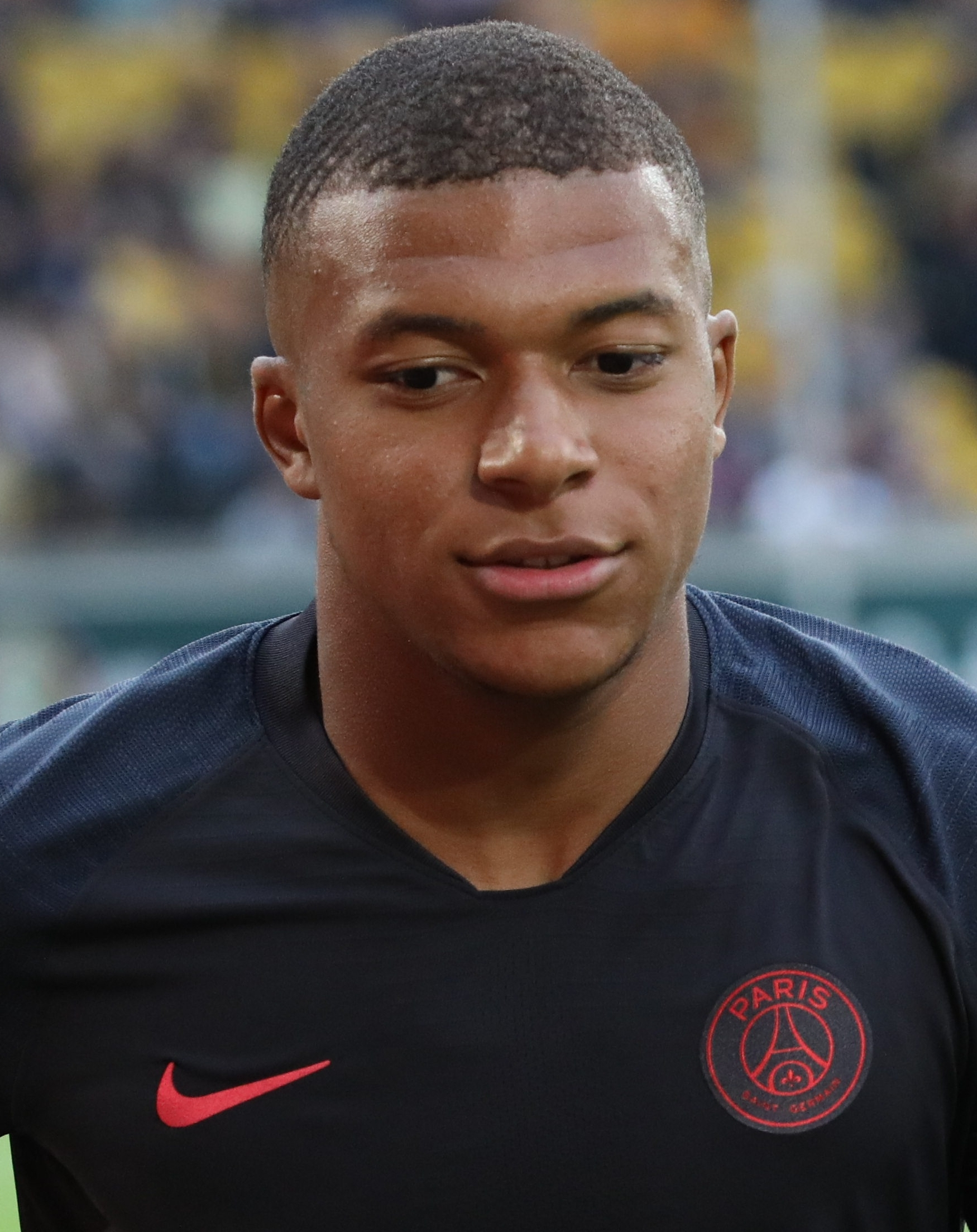
کیلین ام‌باپه ، گرانترین نوجوان و گرانترین بازیکن در نقل و انتقالات داخلی